# إبس
إبْس أو إبْس التنوب أو خنفس حفار (الاسم العلمي Ips sexdentatus)، هو جنس من الإبس وهو حشرة صغيرة القد طولها نحو 6 مم. ثوبها إلى السمرة العابقة يعلوها مواج لامع. غمداها مستقيما الطرف الداخلي الخماسي التقويس، السداسي التسنين. تركب التنوب والصنوبر
المقطوع واليابس. تعيش تحت اللحاء حيث تخلج الشكير وتتكاثر. جيلها الحولي واحد. اضرارها قليلة لأنها سطحية.
مكافحتها صعبة نظرًا لبقائها مع يرقاتها وخادراتها تحت القشور.